# Hôtel de préfecture de Maine-et-Loire
L'hôtel de préfecture de Maine-et-Loire est installé au sein de l'ancienne abbaye Saint-Aubin à Angers, situé à Maine-et-Loire, en France. 

## Localisation
La préfecture se trouve dans le centre historique d'Angers, au sein d'un îlot délimité par la place Michel-Debré, la rue des Lices, le boulevard du Roi-René et le boulevard du Maréchal-Foch.

## Historique
En 1790, l'assemblée constituante décrète la confiscation des biens du clergé. L'ancienne abbaye bénédictine Saint-Aubin perd son caractère religieux et la nouvelle administration départementale s'y installe car on considère que l'agencement de ses bâtiment la rend adaptable à l’usage administratif. L'église abbatiale est alors transformée en salle de réunions, des gradins y sont construits, tandis que l'autel est dissimulé par un mur.
Néanmoins en 1793, durant de la guerre de Vendée, l'ancienne abbaye est transformée en dépôt militaire.
Au XIXe siècle, l'abbaye subit d'importantes transformations afin de devenir le siège de la nouvelle préfectorale par Napoléon Bonaparte :
- en 1802, on confie à l'architecte Bouchet le soin d'y aménager des bureaux[2] ;
- l'église abbatiale est démolie de 1807 à 1818 ;
- le cloître est remplacé par les portiques et les pavillons d'entrée construits par l'architecte François ;
- un ensemble de salons d'apparat est conçu par l'architecte Ferdinand Lachèse ;
- la cour d'honneur de la préfecture fut fermée par la grille qui séparait la grande nef du chœur de l'église abbatiale de Fontevraud.

## Architecture
Les différents éléments architecturaux de l'ancienne abbaye font l'objet de protections successives au titre des Monuments historiques, soit par classement (en 1901, 1904, 1968) ou soit inscription (en 2007).